# Escudo de Granada (país)
El escudo de armas de Granada fue adoptado a raíz de la independencia de este estado insular de las Antillas Menores, proclamada en 1974.
Es un escudo cuartelado mediante una cruz de oro, en cuyo centro aparece representada la nao Santa María (nave en la que navegó Cristóbal Colón). En el primer y cuarto cuadrante, de gules, un león pasante de oro (adoptado del escudo de Inglaterra). En el segundo y en el tercero, de sínople, un creciente de oro (luna creciente) con un lirio del mismo metal (este último representa a la población católica). Timbra un yelmo con burelete, de plata y de gules, y lambrequín de gules; surmontado por una guirnalda de siete flores que representan las parroquias de la isla. Como soportes del escudo un armadillo a la derecha y una paloma autóctona de la isla a la izquierda, ambos al natural; el primero situado frente a una planta de maíz y el segundo ante una planta de banano, también al natural, que crecen en una terraza montañosa de sinople en medio de la cual está el Grand Étang, el lago principal de la isla, con ondas de azur y argén. La terraza surge de una cinta de plata con el lema nacional en inglés: “Ever conscious of God we aspire, build and advance as one people” (“Siempre conscientes de Dios, aspiramos a construir y a progresar como pueblo unido”) en letras de color sable.

## Escudos utilizados anteriormente
El escudo que usaba Granada durante la época colonial fue adoptado en 1889 y era un sello redondo con una escena donde figuraba en primer término una prensa de caña de azúcar tirada por bueyes. El lema HAE ERNUT TIBI ARTES es una cita de la Eneida de Virgilio y significa Estas serán tus artes. El sello fue sustituido por otro en 1903, que estuvo en vigor hasta el escudo actual: se trata de una representación del barco de Colón a la vista de la isla, con el lema en latín: CLARIOR E TENEBRIS (Después de las tinieblas viene la claridad).

Escudo de armas de Granada (1875-1903)
Insignia de Granada (1903-1967)